# Chapter One (album Elli Henderson)
Chapter One – debiutancki album studyjny brytyjskiej piosenkarki Elli Henderson wydany 13 października 2014 roku nakładem wytwórni Syco Music.

## Informacje
W listopadzie 2012 roku Henderson ukończyła swój udział w programie The X Factor na szóstej pozycji, mimo iż była uważana za faworytkę do zwycięstwa w dziewiątej edycji show. 15 grudnia tego samego roku piosenkarka w wywiadzie dla stacji RTÉ ujawniła, iż podpisała kontrakt z  Sony Music. 22 stycznia 2013 roku Henderson potwierdziła zawarcie umowy z wytwórnią Simona Cowella Syco Music. W odniesieniu do tej transakcji artystka powiedziała: „Najważniejszą rzeczą, której szukałam było zaangażowanie twórcze i to, która z wytwórni da mi najlepszy zespół, do którego będą mogła wnieść najlepszą część mnie. Fakt, że [Cowell] pozwolił mi zaangażować się twórczo w powstanie albumu był wspaniały”.
Dnia 15 czerwca 2014 roku, kiedy to pierwszy singel z albumu osiągnął szczyt brytyjskiej listy przebojów Henderson ogłosiła, iż premiera całej płyty odbędzie się 22 września. Natomiast 25 sierpnia artystka na swoim profilu na Twitterze poinformowała o przełożeniu premiery debiutanckiego albumu na 13 października.

## Single
- Pierwszy singel – „Ghost” został wydany 8 czerwca 2014 roku[10]. Utwór dotarł na szczyt zestawień w Wielkiej Brytanii, Irlandii i Szkocji, a ponadto uplasował się w czołówce list przebojów w Australii, Austrii, Niemczech, Nowej Zelandii, Polsce oraz Węgrzech.

- Drugi singel – „Glow” został wydany 5 października 2014 roku[11]. Piosenka zadebiutowała na siódmym miejscu w Wielkiej Brytanii oraz trzecim w Szkocji. Ponadto utwór był notowany na listach w Irlandii, Australii i Nowej Zelandii.

- Trzeci singel – „Yours” został wydany 30 listopada 2014 roku.

- Czwarty singel – „Mirror Man” został wydany 8 marca 2015 roku.

## Lista utworów
Standardowa Edycja
| Nr  | Tytuł piosenki         | Autorzy                                                          | Produkcja                    | Czas |
| --- | ---------------------- | ---------------------------------------------------------------- | ---------------------------- | ---- |
| 1.  | "Ghost”                | Ella Henderson, Ryan Tedder, Noel Zancanella                     | Ryan Tedder, Noel Zancanella | 3:36 |
| 2.  | "Empire"               | Henderson, Camille Purcell, Peter Kelleher, Ben Kohn, Tom Barnes | TMS                          | 3:49 |
| 3.  | "Glow"                 | Purcell, Steve Mac                                               | Steve Mac                    | 3:48 |
| 4.  | "Yours"                | Henderson, Josh Record                                           | Josh Record                  | 2:48 |
| 5.  | "Mirror Man"           | Henderson, Laura Pergolizzi, Al Shux                             | Al Shux                      | 3:42 |
| 6.  | "Hard Work"            | Henderson, Salaam Remi                                           | Salaam Remi                  | 4:32 |
| 7.  | "Pieces"               | Henderson, Kelleher, Kohn, Barnes, Johan Carlsson                | TMS                          | 3:43 |
| 8.  | "The First Time"       | Henderson, Antonio Lamar Dixon, Kenny „Babyface” Edmonds         | Happy Perez, Babyface        | 3:47 |
| 9.  | "All Again"            | Henderson, Jamie Scott                                           | Jamie Scott, Toby Smith      | 4:11 |
| 10. | "Give Your Heart Away" | Henderson, Carlsson                                              | @Oakwud                      | 3:31 |
| 11. | "Rockets"              | Henderson, Claude Kelly, Steve Robson                            | TMS, Steve Robson            | 3:41 |
| 12. | "Lay Down"             | Henderson, Kelleher, Kohn, Barnes                                | TMS                          | 4:18 |
| 13. | "Missed"               | Henderson, Darren Alboni, Christian Gilbart                      | Scott, Smith                 | 3:14 |

Deluxe edition
| Nr  | Tytuł piosenki           | Autorzy                                                             | Produkcja        | Czas |
| --- | ------------------------ | ------------------------------------------------------------------- | ---------------- | ---- |
| 14. | "Billie Holliday"        | Henderson, Richard Stannard, Bradford Ellis, Ash Howes, Jimmy Napes | Richard Stannard | 3:17 |
| 15. | "Beautifully Unfinished" | Henderson, Robson, Lindy Robbins                                    | Robson           | 3:40 |
| 16. | "1996"                   | Henderson, Carlsson                                                 | Dapo Torimiro    | 2:51 |
| 17. | "Five Tattoos"           | Henderson, Alboni                                                   | TMS              | 3:03 |
| 18. | "Giants"                 | Henderson, Robson, Kelly                                            | Robson           | 3:37 |

| iTunes exclusive deluxe tracks (pre-order only) | iTunes exclusive deluxe tracks (pre-order only) | iTunes exclusive deluxe tracks (pre-order only)                                    | iTunes exclusive deluxe tracks (pre-order only) |
| Nr                                              | Tytuł utworu                                    | Autorzy                                                                            | Długość                                         |
| ----------------------------------------------- | ----------------------------------------------- | ---------------------------------------------------------------------------------- | ----------------------------------------------- |
| 1.                                              | „Believe” (Acoustic)                            | Brian Higgins, Stuart McLennen, Paul Barry, Steven Torch, Matthew Gray, Tim Powell |                                                 |
| 2.                                              | „Rockets” (Acoustic)                            | Henderson, Robson, Kelly                                                           |                                                 |
| 3.                                              | „Give Your Heart Away” (Acoustic)               | Henderson                                                                          |                                                 |

## Pozycje na listach
| Lista                               | Najwyższa pozycja |
| ----------------------------------- | ----------------- |
| Australia (ARIA Charts)             | 11                |
| Austria (Ö3 Austria Top 40)         | 14                |
| Belgia (Ultratop Flandria)          | 27                |
| Belgia (Ultratop Walonia)           | 88                |
| Dania (Tracklisten)                 | 17                |
| Finlandia (Suomen virallinen lista) | 37                |
| Hiszpania (PROMUSICAE)              | 53                |
| Holandia (Mega Album Top 100)       | 44                |
| Irlandia (IRMA)                     | 4                 |
| Niemcy (Media Control Charts)       | 22                |
| Norwegia (VG-lista)                 | 20                |
| Nowa Zelandia (RMNZ)                | 9                 |
| Stany Zjednoczone (Billboard 200)   | 11                |
| Szkocja (OCC)                       | 1                 |
| Szwajcaria (Schweizer Hitparade)    | 9                 |
| Szwecja (Sverigetopplistan)         | 34                |
| Wielka Brytania (UK Albums Chart)   | 1                 |

| Państwo               | Certyfikat | Sprzedaż |
| --------------------- | ---------- | -------- |
| Wielka Brytania (BPI) | Złoto      | 100 000+ |

## Data wydania
| Kraj / Region     | Data                 | Wytwórnia  | Format               |
| ----------------- | -------------------- | ---------- | -------------------- |
| Irlandia          | 10 października 2013 | Syco Music | CD, digital download |
| Wielka Brytania   | 13 października 2014 | Syco Music | CD, digital download |
| Australia         | 17 października 2014 | Syco Music | CD, digital download |
| Stany Zjednoczone | 13 stycznia 2015     | Syco Music | CD, digital download |